# Aldo Gordini
Aldo Gordini (Bolonha, 20 de maio de 1921 – Paris, 28 de janeiro de 1995) foi um automobilista ítalo-francês. Era filho de Amedée Gordini, um dos idealizadores da fábrica de automóveis que levava seu sobrenome. Correu apenas uma prova na Fórmula 1, o GP da França de 1951.
Morreu em Paris, aos 73 anos.